# Бобровы Дворы
Бобро́вы Дворы́ (Ба́бровы Дворы, Ба́бровка) — село в Губкинском городском округе Белгородской области, центр Бобродворской территориальной администрации. Пятый по величине населённый пункт округа.

## География
Село Бобровы Дворы расположено на юго-востоке Среднерусской возвышенности, в зоне лесостепи. Удалено от районного центра города Губкина на 18 км.
С районным центром соединено дорогой с твёрдым покрытием. Ближайшая железнодорожная станция «Чаплыжное» — 5 км. Через село проходит трасса Белгород — Воронеж (14К-2).

## История

### XVII—XIX вв.
Возникновение села Бобровы Дворы связано с защитой южных границ Московского государства. В 1635 г. с началом строительства сооружений Белгородской оборонительной черты значение сторожевой службы в лице сторожевых дозоров ослабло. По левую сторону дороги Старый Оскол — Короча, в 37 верстах от Старого Оскола, при «колодезях» (родниках) образовались Бобровские постоялые дворы. Поселение получает название от протекающей здесь речки Бобровки.
С XIX в. владельцами деревни Бобровка были А. Н. Дежков и помещица Курской губернии Н. Д. Рогозина.
С целью изучения местных климатических причин, влияющих на урожай сельскохозяйственных культур, в 1881 году метеоролог и селекционер И. А. Пульман организовал в своём имении и на свои средства метеорологическую станцию «Богородицкое-Фенино», на которой проводил параллельно сельскохозяйственно-фенологические и метеорологические наблюдения. В 1883 году И. А. Пульман создал у себя опытное поле, названное Богородицким, и до 1931 года был его заведующим, а затем начальником отдела селекции.
По переписи 1897 г. Бобровы Дворы — поселение при Белгородской дороге, 32 двора, 219 жителей, медицинский земский участок, две чёрные торговые и две винные лавки, кузница.

### XX в.
18 марта 1935 г. образован Боброводворский район с центром в Бобровых Дворах. В тот момент Бобровы Дворы имели две больницы, районный клуб и районную библиотеку, которая начала свою работу в здании Дома культуры в 1939 г.
22 июня 1941 г. началась Великая Отечественная война. Весной 1942 г. Боброводворский район подвергся налётам немецких самолётов. 3—4 июля 1942 г. в с. Бобровы Дворы вошли немецкие войска. Был установлен оккупационный режим, создана комендатура, которая располагалась в нынешнем здании психиатрической больницы. 2 февраля 1943 г. 303-я и 305-я стрелковые дивизии освободили село от фашистов.
В 1957 г. с. Бобровы Дворы стало центральной усадьбой совхоза «Бабровский», имевшего семь производственных отделений. Хозяйство занималось производством зерна, сахарной свеклы, животноводством.
27 мая 1959 года центр Боброводворского района был перенесён в город Губкин, а сам район переименован в Губкинский.
В 1960 г. в селе была сдана в эксплуатацию новая школа.
12 января 1965 г. образован Губкинский район, в состав которого вошёл Боброводворский сельский совет.
В 1970 г. был сооружён мемориал в память о жителях, павших в годы Великой Отечественной войны.
В 1971 г. в селе построено новое административное здание, в котором расположились библиотека, сберкасса, комната участковых, Сельский совет.
В 1974 г. введён в строй кирпичный завод с производительной мощностью 8 миллионов штук кирпича в год.
С 1976 г. совхоз «Бабровский» объединяется с Богородицким опытным полем и получает название опытно-производственного хозяйства «Бабровское». Хозяйство стало структурным подразделением научно-исследовательского проектно-технологического института животноводства г. Белгорода и поменяло специализацию: в животноводстве становится главным производство молока, а в растениеводстве — производство семян зерновых, бобовых культур, многолетних трав и кормовой свеклы.
6 мая 1995 г., в год 50-летия Великой Победы, вблизи села, на перекрёстке трёх дорог, состоялось открытие единственного в России памятника Вдове и Матери Солдата.
В 1998 г. завершена газификация населённых пунктов Боброводворского сельского округа.

### XXI в.
29 сентября 2002 г. архиепископ Белгородский и Старооскольский Иоанн освятил в с. Бобровы Дворы закладной камень будущего храма во имя Покрова Пресвятой Богородицы. 13 июля 2003 г. храм был освящён и открыт.
30 декабря 2007 г. в с. Бобровы Дворы открыт культурно-оздоровительный комплекс, общей площадью — 3500 кв. метров. В нём размещены: Дом культуры со
зрительным залом на 280 мест, музыкальная школа, спортивный зал (24х36 м) с игровыми и тренажёрными комнатами, Боброводворская модельная библиотека, опорный пункт полиции, отделение Сбербанка.

## Население
На 17 января 1979 г. в Бобровых Дворах — 1556 жителей, на 12 января 1989 г. — 1510 (706 мужчин, 804 женщины). На 1 января 1994 г. Бобровы Дворы насчитывали 474 хозяйства и 1295 жителей. В 1997 г. в селе — 470 хозяйств, 1273 жителя. В 2001 г. в Бобровых Дворах — 1253 жителя.
| 2002 | 2010  | 2011  | 2013  | 2015  | 2016  |
| ---- | ----- | ----- | ----- | ----- | ----- |
| 1238 | ↗1332 | ↘1281 | ↘1270 | ↘1262 | ↗1270 |

## Социальная инфраструктура
Образование
- Детский сад общеразвивающего вида № 14 «Колосок»
- Боброводворская средняя общеобразовательная школа

Медицинские учреждения
- Областное государственное казённое учреждение здравоохранения «Боброво-Дворская психиатрическая больница»
- Поликлиника для взрослых «Боброводворская поликлиника»
- Станция скорой помощи

Культура
- МБУК «Центр культурного развития села Бобровы Дворы»
- Библиотека
- Музыкальная школа

## Достопримечательности
- Памятник Вдове и Матери Солдата
- Храм Покрова Пресвятой Богородицы

## Известные уроженцы
- Подойников, Иван Григорьевич (1905—1975) — начальник железнодорожной станции Старый Оскол, кавалер ордена Красного Знамени.